# The Ones You Love
A The Ones You Love egy popdal az angol Rick Astley előadásában. A dalt Dave West és Rick Astley írta. A dal az első kislemez a Body and Soul című 4. albumról. A dal 48. helyen végzett az Egyesült Királyság kislemez listáján.

## Számlista
1. "The Ones You Love"[2] (single edit) – 4:20
2. "Cry for Help" (single edit) – 4:14
3. "The Ones You Love" (instrumental) – 4:21

## Slágerlista
| Slágerlista (1993)                           | Legmagasabb pozíció |
| -------------------------------------------- | ------------------- |
| Kanadai kislemezlista                        | 54                  |
| Német kislemezlista                          | 54                  |
| Angol kislemezlista                          | 48                  |
| U.S. Billboard Hot Adult Contemporary Tracks | 19                  |